# Garunos

Mapa de la Novempopulania.

Los garunos (en latín, Garunni) eran un pueblo aquitano mencionado por Julio César. Se desconoce cuál sea el lugar concreto de la Galia Aquitania en la que se encontraba este pueblo. Probablemente se encontraban en el valle de Arán (con centro en Salardunum Salardú), y, según Raymond Lizop, en el alto valle del Garona. Otros lo imaginan en Gironde-sur-Dropt en Benauge (Entre-deux-Mers), una región que generalmente se considera poblada por los vasates. 
Julio César los menciona en el libro III sus Comentarios a la guerra de las Galias, con motivo de la expedición de su legado Publio Licinio Craso a Aquitania, incluyendo a los ptianios entre los pueblos que se le sometieron a Craso tras la batalla, enviándole rehenes (cap.27.1).